# Aéro Journal
Aéro Journal est le nom d’une revue française consacrée à l’histoire de l’aviation dont quatre versions successives ont vu le jour sous la férule de Christian-Jacques Ehrengardt entre 1972 et 2006.

## Aéro Journal (Aéro-Société)
Aéro Journal, premier du nom, est une revue trimestrielle d’aviation éditée « en amateur » par l’association Aéro-Société.

### Généralités
La revue Aéro-Journal  (ISSN 0336-1055) est l’organe officiel de liaison édité par Aéro-Société, association sans but lucratif régie par la loi de 1901 dont le siège social est situé à Gagny. Le no  1 est paru durant l’été 1972. L’adhésion est de 35 F par an, donnant droit au service des 4 numéros annuels d’Aéro-Journal. Ce titre qui est imprimé par Sten-Elec à Montfermeil, comporte 16 pages.
Un total de 18 numéros sont parus entre l’été 1972 et l’été 1977.

### Journalistes
Le rédacteur en chef et âme de la revue est C.-J. Ehrengardt, le directeur de la publication est Roger Ehrengardt.

## Aéro Journal (Aéro-Éditions loi de 1901)
La deuxième mouture d’Aéro Journal est publiée par l’association loi de 1901 Aéro-Éditions. Seuls 7 numéros ont vu le jour.

### Généralités
La revue Aéro Journal devient un magazine bimestriel édité par Aéro-Éditions, association sans but lucratif régie par la loi du 1er juillet 1901. Selon ses statuts déposés en décembre 1996 dans le Gers, l’association est constituée afin de « promouvoir l'étude et la connaissance de l'histoire et de la technologie de l'aviation, l'aérospatiale et l'aérostation ». Elle a son siège à La Sauvetat et est imprimée en France par NPC à Limoges. Le prix au numéro est de 35 francs pour La France.

### Journalistes
Le directeur de la publication et rédacteur en chef est Christian-Jacques Ehrengardt.

## Aéro Journal (Aéro-Éditions sarl)
Dans son troisième opus, Aéro Journal est un magazine bimestriel consacré à l’histoire de l’aviation militaire.

### Généralités
Sous-titrée histoire de l'aviation, la revue Aéro-Journal  (ISSN 0336-1055) est éditée par la sarl Aéro-Éditions dont le siège social est situé à La Sauvetat. Comme l’indique son édito baptisé « Notam » (notice to Airmen), elle se veut « résolument orientée vers l’emploi opérationnel des avions ». La majorité des articles est consacrée aux aviations française et allemande durant la Seconde Guerre mondiale. Bien que ne traitant pas directement de maquettisme, elle constitue un complément idéal aux magazines spécialisés du genre. Trois séries sont inaugurées avec le numéro 1, à savoir les grands as de l’aviation, les camouflages et marques et les unités de chasse française du Second conflit.
La revue de format A4 comprend entre 60 et 70 pages illustrées de photographies originales de bonne qualité avec en moyenne une cinquantaine de profils couleurs préparés par Pierre-André Tilley. Des numéros hors-série ont également vu le jour en reprenant cette thématique de l'aviation de la Seconde Guerre mondiale, principalement en Europe. Elle est unanimement considérée comme une revue de qualité en matière d’histoire d’aviation militaire.

### Journalistes
Le directeur de la publication et rédacteur en chef est Christian-Jacques Ehrengardt. Les nombreux profils en couleur qui composent la revue sont établis par Pierre-André Tilley. À partir du no  7 apparaît le nom de Philippe Listemann faisant fonction de secrétaire de rédaction.

## Aéro Journal (Caraktère SARL)
Aéro-Journal renait de ses cendres sous la férule de Christian-Jacques Ehrengardt en décembre 2007.

### Généralités
Le quatrième opus d’Aéro-Journal dû à Christian-Jacques Ehrengardt est sous-titré Histoire de la Guerre Aerienne. La revue consacrée à l’histoire de l’aviation militaire, principalement française, allemande et américaine de la Seconde Guerre mondiale, est publiée par la sarl Caraktère. Elle fait suite à DogFight, son premier numéro apparaissant en décembre 2007. De format A4, elle comporte entre 60 et 70 pages avec des photographies en noir et blanc et en couleur ainsi que des profils en couleur.

### Journalistes
Les principaux contributeurs aux articles d’Aéro-journal des éditions Caraktère sont par ordre décroissant d’apparitions C-J. Ehrengardt, R. Steiner, Ph. Listemann, Y. Kadari, C. Becse, G. De Smet, J-C. Mermet, Sh. Aloni et T. Spencer.